# Oblast Wolgograd
Koordinaten: 49° 21′ N, 44° 18′ O
Die Oblast Wolgograd (russisch Волгоградская область / Wolgogradskaja oblast) ist eine Oblast im südlichen Russland.
Im Norden grenzt die Oblast an die Oblast Saratow, im Osten an Kasachstan, im Südosten an die Oblast Astrachan und die Republik Kalmückien, im Süden und Westen an die Oblast Rostow und im Nordwesten an die Oblast Woronesch.

## Naturraum

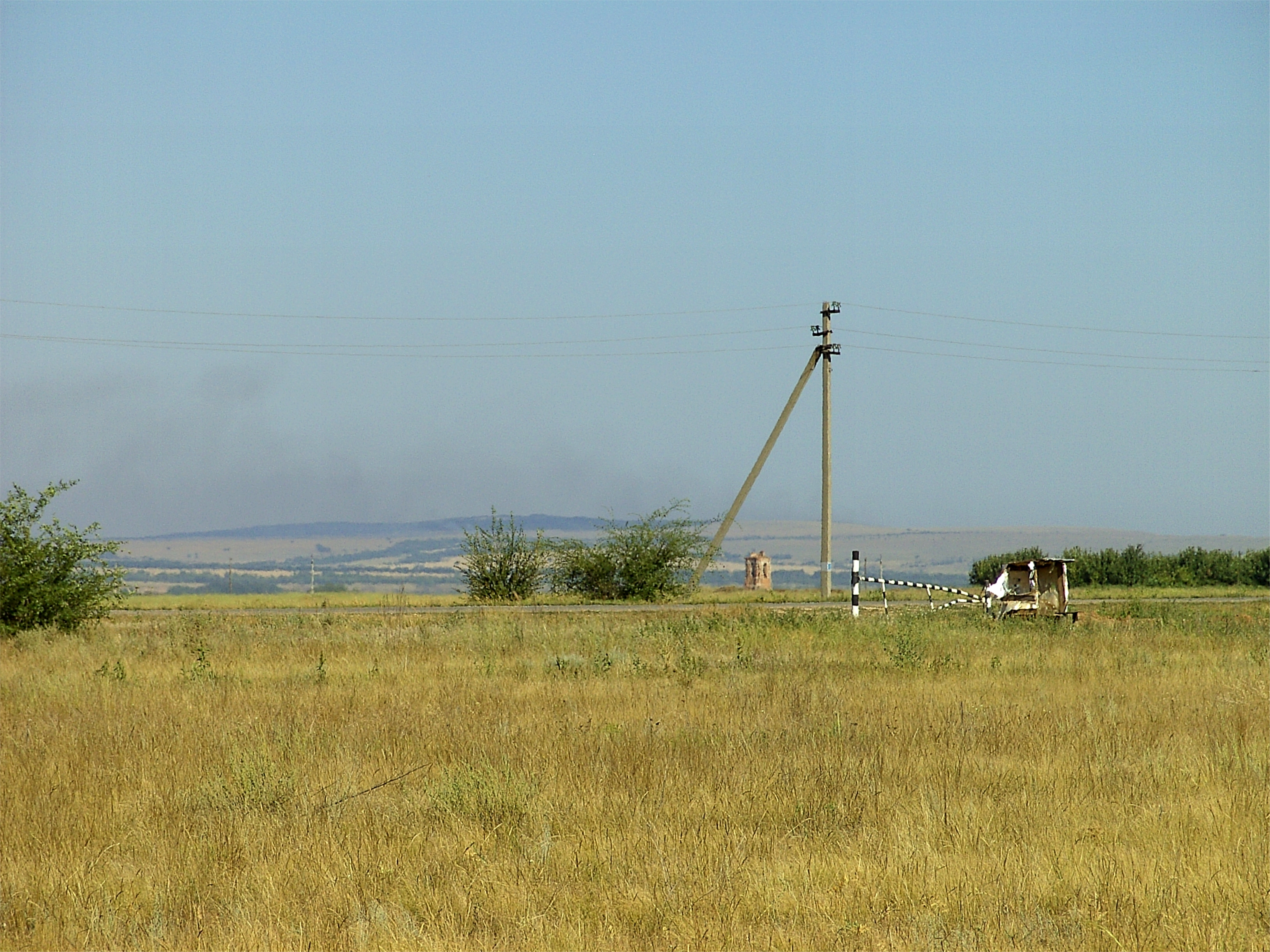
Steppenlandschaft in der Nähe des Flusses Don in der Oblast Wolgograd

Die Oblast liegt im Südosten der Osteuropäischen Ebene und grenzt im Osten an Kasachstan. Die Wolga, Europas längster Fluss, und der Don durchfließen das Gebiet. Die Wolga teilt das Gebiet in zwei Teile: in der östlichen Hälfte dominiert flaches Tiefland, der westliche Teil wird durch ein hügeliges Relief, die Wolgaplatte (bis 358 m Höhe), geprägt. Der Naturraum kennzeichnet sich durch den Übergang von der Waldsteppe im Nordwesten zur Halbwüste im Osten. Nur 4,3 Prozent des Territoriums besteht aus Wald. Im Gebiet gibt es etwa 200 Flüsse, die das Asowsche und das Kaspische Meer speisen. Diese bieten den Lebensraum für eine artenreiche Flora und Fauna. In der Region gibt es über 9000 Insektenarten, 80 Fischarten, 8 Amphibien-, 15 Reptilien, 300 Vogelarten und 80 Säugetierarten. In der Oblast Wolgograd gibt es sieben Naturparks.
Der Oblast Wolgograd verfügt im Nordwesten über Schwarzerde und im übrigen Gebiet über Braunerden. Es herrscht kontinentales Klima mit kalten Wintern und wenig Schnee und heißen trockenen Sommern. Die Durchschnittstemperatur beträgt in Wolgograd 7,5 Grad Celsius, im Februar −9,9 Grad und im Juli 24,2 Grad. Die Vegetationsperiode ist 181 Tage lang. Die Niederschlagsmenge liegt im langjährigen Mittel im Nordwesten bei 450 mm im Jahr, im Südosten bei 270 mm, in Wolgograd bei 373 mm.

## Wirtschaft
Die Oblast Wolgograd ist eine der wirtschaftlich am weitesten entwickelten Regionen Russlands mit einer ausgewogenen Wirtschaftsstruktur, die durch eine diversifizierte Landwirtschaft und einer Vielzahl weiterer Industriebranchen kombiniert ist.
Die Oblast Wolgograd hat auch ein hohes Potenzial an natürlichen Ressourcen. Das Gebiet ist reich an Erdöl, so dass sich hier auch Petrochemie befindet. Daneben gibt es zahlreiche weitere Rohstoffe für die chemische Industrie unter anderem zur Herstellung von Düngemitteln (Kalium, Magnesium, Natrium, Phosphate), Material für die Bauwirtschaft (Kalkstein, Sandstein), Formsand für die Hüttenindustrie, Eisenerz, Nichteisen- und seltene Metalle z. B. Titan und Zirconium.
Wirtschaftlich dominiert im industriellen Sektor die Metallverarbeitung und der Maschinenbau (22 Prozent der russischen Traktorenproduktion), Erdölraffinerien und chemische Industrie, was vor allem im Großraum Wolgograd zu einer starken Umweltbelastung führt. Die Leichtindustrie (unter anderem Schuhe, Pelze, Lederwaren) setzt sich in der Oblast aus 207 Unternehmen zusammen. Die Textilindustrie ist in Kamyschin konzentriert.
Die Landwirtschaft zeichnet sich durch Getreide- (alle Sorten), Gemüse- (vor allem Kartoffeln) und Ölpflanzenanbau aus. 61 Prozent der bewirtschafteten Agrarfläche sind mit Getreide, 29 Prozent mit Futterpflanzen und 9 Prozent mit Sonnenblumen und Senf bestellt. In der Tierproduktion überwiegt die Milch- und Rinderproduktion.
Die Wolga und der Don bilden wichtige Wasserverkehrsstraßen. Beide Flüsse sind durch den Wolga-Don-Kanal verbunden.

## Geschichte
Das Gebiet um Wolgograd war aufgrund seiner geographischen Lage an der Landenge zwischen Wolga und Don schon in der Antike eine wichtige Handelsroute. Hier siedelten im 5. Jahrhundert v. Chr. Skythen. Im 8. und 9. Jahrhundert gehörte das Gebiet zum Reich der Chasaren, im 11. und 12. Jahrhundert hielten sich hier verschiedene Stämme auf, unter anderen die Polovcer. Mit dem Mongolensturm im 13. Jahrhundert kam es unter die Herrschaft der Goldenen Horde, die etwa 50 km östlich von Wolgograd, am Fluss Achtuba, mit der Stadt eines ihrer Zentren errichtete. Im 14. Jahrhundert geriet das Gebiet unter die Herrschaft der Nogaier-Horde. Ende des 16. Jahrhunderts gelangte das Gebiet an das Russische Zarentum, nachdem es in einem Zweifrontenkrieg gegen Kosacken und Kalmücken zerrieben wurde. Zwischen 1708 und dem 3. Februar 1781 gehörte es zum Gouvernement Kasan. Danach kam es an Saratow. Für kurze Zeit, 1781/1782, trug diese den Namen Statthalterschaft Saratow, danach Gouvernement Saratow. Bis zum 29. März 1919 blieb die Region ein Teil dieses Gouvernements. 1919 wurde das Gouvernement Zarizyn gebildet, das bis 1925 bestand. Im Bürgerkrieg war die Region heftig umkämpft. Zu Ehren von Stalin wurde das Gouvernement 1925 in Gouvernement Stalingrad umbenannt. Am 21. Mai 1928 wurde es Bestandteil der neuen Oblast Untere Wolga. Sie wurde bereits im Juni 1928 in Krai Untere Wolga umbenannt. 1932 wurde dessen Hauptstadt von Saratow nach Stalingrad verlegt. Am 10. Januar 1934 wurde der Krai Stalingrad gebildet und am 5. Dezember 1936 die Oblast Stalingrad. Das Gebiet war während des Zweiten Weltkrieges 1942/43 Schauplatz der Schlacht um Stalingrad.
In der Zeit der Entstalinisierung wurde die Oblast Stalingrad am 10. Dezember 1961 in Oblast Wolgograd umbenannt.

## Bevölkerung

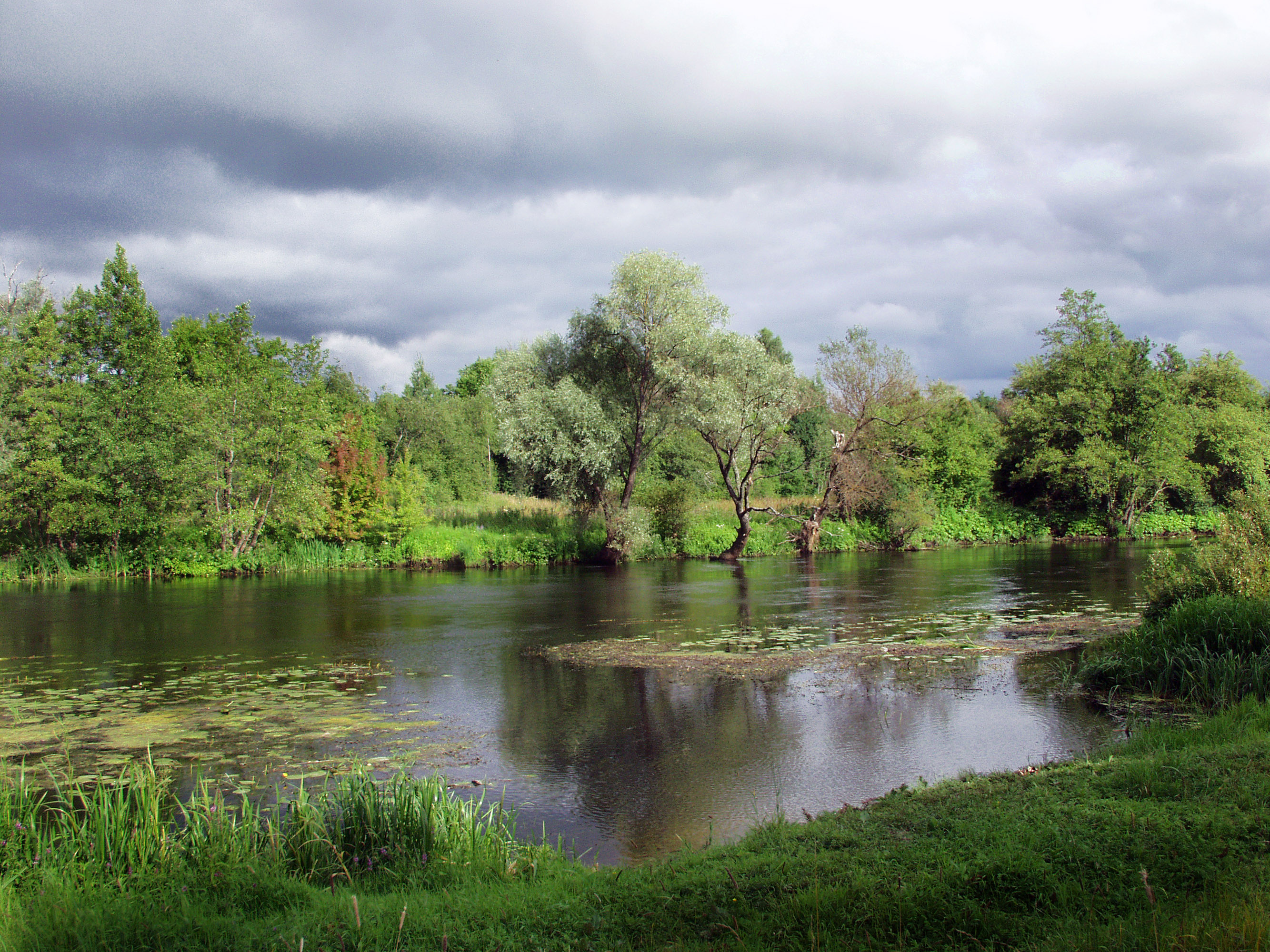
Landschaft in der Oblast Wolgograd

Bei den letzten Volkszählungen in den Jahren 2002 und 2010 gab es eine Bevölkerungszahl von 2.699.223 respektive 2.610.161 Bewohnern. Somit sank die Einwohnerzahl in diesen acht Jahren um 89.062 Personen (−3,30 %). In Städten wohnten 2010 1.983.322 Menschen. Dies entspricht 75,98 % der Bevölkerung (in Russland 73,72 %). Bis zum 1. Januar 2014 sank die Einwohnerschaft weiter auf 2.569.126 Menschen. Die Verteilung der verschiedenen Volksgruppen sah folgendermaßen aus:
| Nationalität     | VZ 1989   | Prozent | VZ 2002   | Prozent | VZ 2010   | Prozent |
| ---------------- | --------- | ------- | --------- | ------- | --------- | ------- |
| Russen           | 2.309.520 | 89,07   | 2.399.300 | 88,89   | 2.309.253 | 88,47   |
| Kasachen         | 41.505    | 1,60    | 45.301    | 1,68    | 46.223    | 1,77    |
| Ukrainer         | 78.931    | 3,04    | 56.281    | 2,09    | 35.607    | 1,36    |
| Armenier         | 6.784     | 0,26    | 26.974    | 1,00    | 27.846    | 1,07    |
| Tataren          | 25.973    | 1,00    | 28.641    | 1,06    | 24.557    | 0,94    |
| Aserbaidschaner  | 7.708     | 0,30    | 14.257    | 0,53    | 14.398    | 0,55    |
| Russlanddeutsche | 28.008    | 1,08    | 17.051    | 0,63    | 10.102    | 0,39    |
| Tschetschenen    | 11.140    | 0,43    | 12.256    | 0,45    | 9.649     | 0,37    |
| Zigane           | 4.893     | 0,19    | 7.258     | 0,27    | 8.216     | 0,31    |
| Belarussen       | 16.143    | 0,62    | 12.232    | 0,45    | 7.868     | 0,30    |
| Koreaner         | 1.613     | 0,06    | 6.066     | 0,22    | 7.044     | 0,27    |
| Usbeken          | 2.851     | 0,11    | 3.012     | 0,11    | 6.947     | 0,27    |
| Tschuwaschen     | 10.846    | 0,42    | 8.439     | 0,31    | 5.851     | 0,22    |
| Mari             | 7.815     | 0,30    | 6.028     | 0,22    | 4.233     | 0,16    |
| Einwohner        | 2.592.910 | 100,00  | 2.699.223 | 100,00  | 2.610.161 | 100,00  |

Anmerkung: die Anteile beziehen sich auf Gesamtzahl der Einwohner. Also mitsamt dem Personenkreis, der keine Angaben zu seiner ethnischen Zugehörigkeit gemacht hat (2002 8.733 resp. 2010 44.541 Personen)
Die Bevölkerung des Gebiets besteht zu 85–90 % aus Russen. Weitere historisch oder seit der Frühzeit der Sowjetunion dort siedelnden größere Volksgruppen sind die Ukrainer, Kasachen und Tataren. Nach dem Zweiten Weltkrieg kamen zahlreiche Russlanddeutsche, Belarussen, Tschuwaschen und Mari hinzu. Deren Zahlen sinken allerdings stark. Aus dem Nordkaukasus, Transkaukasus, Anatolien und Zentralasien dagegen sind seit 1945 Zehntausende Menschen zugewandert. Nebst den oben aufgeführten Nationalitäten auch viele Türken (1989: 28; 2010: 5252 Personen), Tadschiken (1989: 1039; 2010: 4674), Darginer (1989: 1901; 2010: 3501) und Georgier (1959: 467; 2010: 2760).

## Verwaltungsgliederung und größte Städte
Die Oblast Wolgograd gliedert sich in 33 Rajons und 6 Stadtkreise. Neben dem Oblastverwaltungszentrum Wolgograd gibt es zwei weitere Großstädte, Wolschski und Kamyschin. Insgesamt gibt es in der Oblast 19 Städte und 18 Siedlungen städtischen Typs.
| Name        | Russisch   | Einwohner (14. Oktober 2010) |
| ----------- | ---------- | ---------------------------- |
| Wolgograd   | Волгоград  | 1.021.215                    |
| Wolschski   | Волжский   | 314.255                      |
| Kamyschin   | Камышин    | 119.565                      |
| Michailowka | Михайловка | 59.132                       |
| Urjupinsk   | Урюпинск   | 41.590                       |
| Frolowo     | Фролово    | 39.449                       |